# Hjalmar e Ingeborg

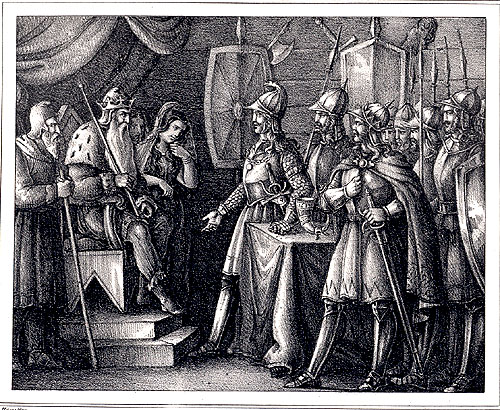
Hjalmar e Ingeborg

Hjalmar e Ingeborg fueron una legendaria pareja de amantes suecos en la mitología escandinava. Hjalmar y su holmgang (duelo) por conseguir a su amada Ingeborg es tema recurrente en diversas sagas nórdicas y otras fuentes escandinavas como la saga Hervarar, Saga de Örvar-Oddr, Gesta Danorum, Hyndluljóð y algunas baladas feroesas. Hjalmar, fue un vikingo que jamás perdió una batalla hasta enfrentarse a Angantyr, un berserker portador de la espada mágica y maldita Tyrfing.

## El relato sobre dos héroes

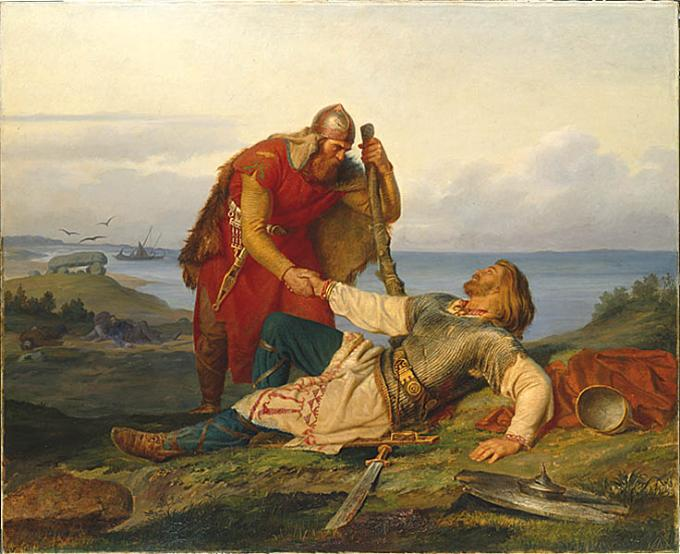
Örvar-Oddr y Hjalmar agonizante, de Mårten Eskil Winge (1866).

Hjalmar es un legendario guerrero vikingo, huscarle de séquito del rey Yngvi en Gamla Uppsala. Hjalmar se enamora de la princesa Ingeborg y ella le corresponde, pero el rey se niega a consentir el matrimonio ya que buscaba mejor pretendiente para su hija.
La reputación de Hjalmar era de un valiente guerrero y un gran campeón; su popularidad llegaba hasta los más remotos rincones de Noruega, donde el héroe noruego Örvar-Oddr quiso medir su capacidad en el campo de batalla. Por lo tanto Örvar-Oddr partió con cinco naves rumbo a Suecia y se enfrentó con Hjalmar que tenía quince naves. Hjalmar no quiso aceptar tal diferencia de fuerzas y mandó regresar a diez de sus naves a puerto y equilibrar las fuerzas. Los dos guerreros se enfrentaron a una feroz lucha durante dos días, pero ninguno venció y la situación quedó en tablas. Ambos decidieron ser hermanos de sangre, derramando sangre de ambos sobre una brizna de césped que cortaron con la punta de una lanza, y esa brizna fue sometida a encantamientos y juramento. Örvar-Oddr acompaña a Hjalmar de regreso a Upsala y descubre los sentiemientos que existen entre Hajlamar e Ingeborg y le ofrece ayuda para que pueda fugarse con su amada, pero Hjalmar declina la oferta hasta que llegó un pretendiente.

## Los hijos de Arngrim

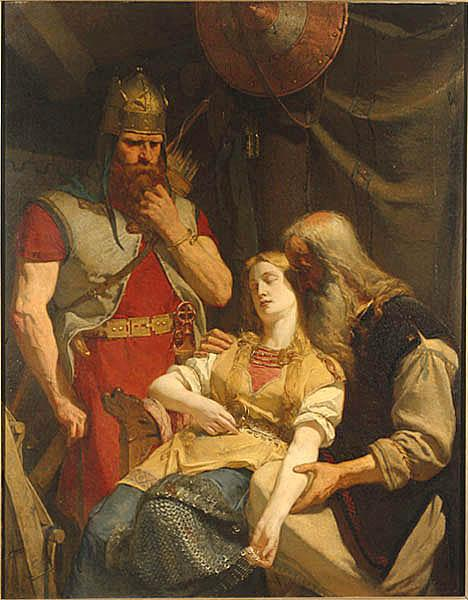
Örvar Odd comunica a Ingeborg la muerte de Hjalmar (1859) de August Malmström.

Al sur, en Bolmsö, vivían los temidos berserkers Arngrim y sus doce hijos. Todos ellos tenían fama de infames que solo sabían extender el miedo y la destrucción allá donde iban. El hijo mayor era el más alto que los demás, se llamaba Angantyr y a él su padre le concedió la espada mágica Tyrfing, maldita por sus creadores, los enanos Dvalin y Durin. La espada debía provocar tres hechos malvados y matar a un hombre cada vez que era desenvainada. El segundo hijo de Arngrim, Hjörvard, durante las fiestas de Yule cuando todos plantean deseos por cumplir en el próximo año, jura que iba a casarse con la princesa Ingeborg de Upsala.
En primavera, los doce hermanos llegan a Upsala y Hjörvard pide la mano de Ingeborg, pero eso era algo que Hjalmar no podía tolerar. Hjalmar se adelantó y dijo que él merecía más a la princesa que un extraño y sangriento berserker. El rey estaba en una situación difícil y poco confortable teniendo enfrente a tantos guerreros armados, y dejó claro que no podía escoger entre guerreros de tan alta fama, por lo que dejó a la princesa elegir. Ingeborg, por supuesto, escogió a Hjalmar y el despechado Hjörvard retó a un holmgang al feliz Hjalmar en Samsø, y recordó que si no aparecía, Hjalmar sería considerado un niðingr.

## Holmgang en Samsø
Cuando llegó el día, Hjalmar y Örvar-Oddr llegaron a Munarvágr en Samsø, y fueron en busca de sus adversarios. Pronto encontraron al resto de su tripulación muertos y despedazados por los doce berserkers. Örvar-Oddr usaba una cota de malla indestructible y ofreció enfrentarse a Angantyr que llevaba consigo la espada Tyrfing, pero Hjalmar insistió en que debía ser él quien se enfrentase. Örvar-Oddr acabó rápidamente con Hjörvard y diez de sus hermanos, y cuando fue a buscar a Hjalmar, pero encontró que aunque había matado a Angantyr, estaba mortalmente herido en una colina rodeado de flores. Hjalmar entonces canta sobre su inevitable muerte y palabras para su amada Ingeborg.

## Consecuencias

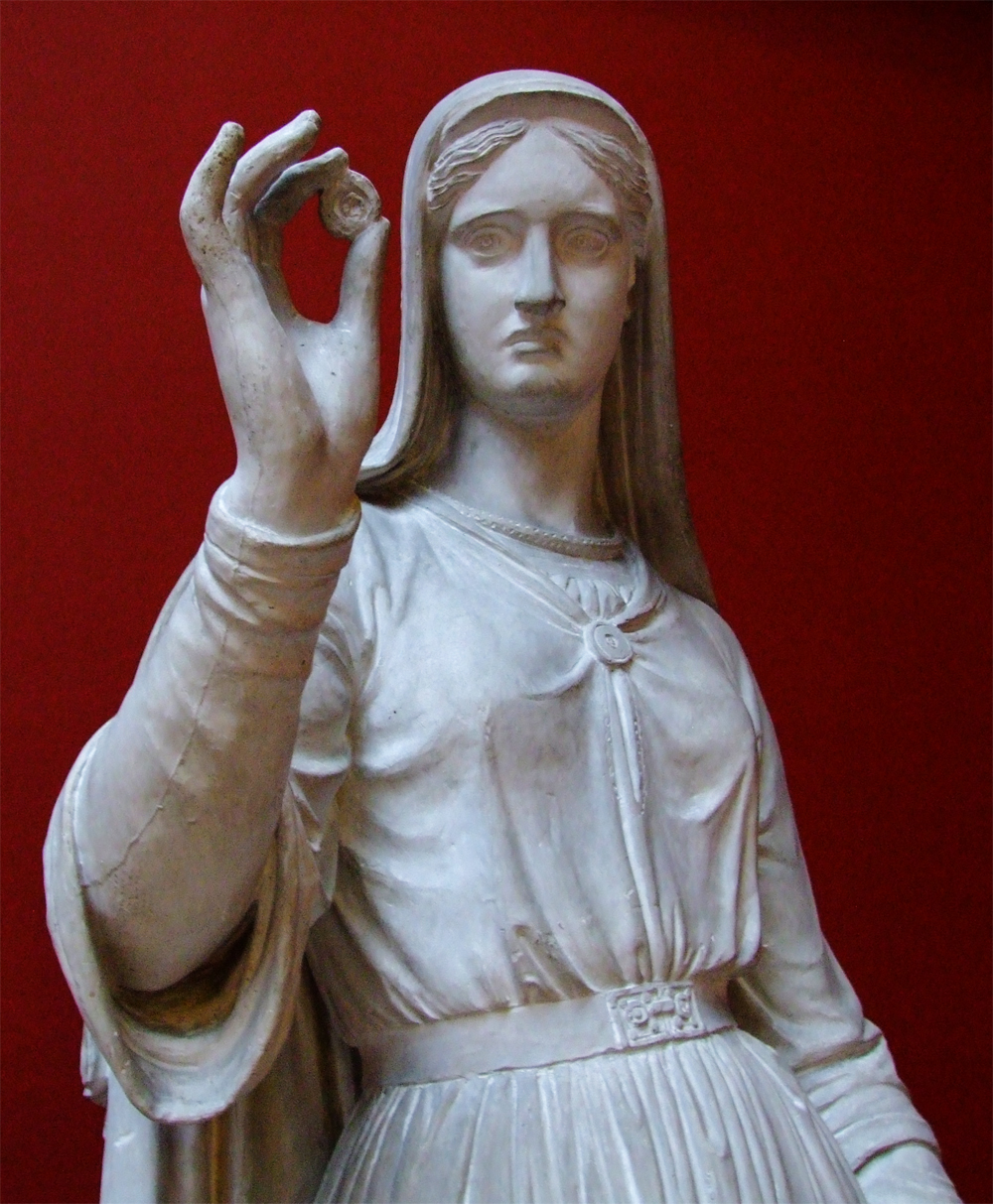
Ingeborg (1857) escultura de Herman Wilhelm Bissen.

Örvar-Oddr entierra a todos los hombres en un montículo, junto a la espada maldita para asegurarse que nunca volverá a hacer daño. Luego regresa a Uppsala con el cuerpo sin vida de Hjalmar, cuando llega visita inmediatamente a Ingeborg y solo le entrega el anillo de Hjalmar, entonces ella cae muerta. Ambos amates serían enterrados en el mismo montículo.
Tyrfing no estaría mucho tiempo enterrada y volvería a causar estragos.